# Liste der Mitglieder der Deutschen Akademie der Naturforscher Leopoldina/1717
Die Liste der Mitglieder der Deutschen Akademie der Naturforscher Leopoldina für 1717 enthält alle Personen, die im Jahr 1717 zum Mitglied ernannt wurden. Insgesamt gab es neun gewählte Mitglieder.

## Mitglieder
| Nr. | Name                           | Beiname         | Geboren       | Aufnahme | Gestorben     | Bild | Datenbank |
| --- | ------------------------------ | --------------- | ------------- | -------- | ------------- | --- | --------- |
| 324 | Adam Friedrich Pezoldt         | Zosimus I.      | 24. Mai 1679  | 27. Jan. | 17. Mai 1761  | | 4473      |
| 325 | Onuphrius Bonfigli             | Palladius I.    |               | 1. Mrz.  |               | | 2083      |
| 326 | Johann Adam Göritz             | Isidorus I.     | 2. Okt. 1681  | 24. Mrz. | 17. Mai 1734  | | 2975      |
| 327 | Johann Christoph Sprögel       | Nymphodorus I.  | Nov. 1686     | 13. Mai  |               | | 6739      |
| 328 | Ernst Gotthold Struve          | Hipparchus      | 13. März 1679 | 18. Mai  |               | | 6834      |
| 329 | Johann Wilhelm Widmann         | Dieuches I.     | 2. Feb. 1690  | 16. Jun. | 16. Juni 1743 | | 7268      |
| 330 | Johann Christian Wolff         | Sokrates III.   | 14. Juli 1685 | 26. Aug. |               | | 27341     |
| 331 | Johann Franz Loew von Erlsfeld | Akron I.        | 26. März 1648 | 31. Okt. | 25. März 1725 | Johann Franz Ritter Loew von Erlsfeld (1711)(Künstler: A. C. F., Frontispiz seines Buches „Nova et vetus .....“) | 5038      |
| 332 | Johann Friedrich Weismann      | Phosphorus III. | 30. Aug. 1678 | 3. Nov.  | 19. Aug. 1760 | | 7209      |